# Asura umbrifera
Asura umbrifera là một loài bướm đêm thuộc phân họ Arctiinae, họ Erebidae.